# Kadadibbur, Chik Ballapur
Kadadibbur là một làng thuộc tehsil Chik Ballapur, huyện Kolar, bang Karnataka, Ấn Độ.